# Guiomar Novaes
Guiomar Novaes ONM • ORB • CvONLH, (São João da Boa Vista, 28 de fevereiro de 1894 — São Paulo, 7 de março de 1979) foi uma pianista brasileira que construiu sólida carreira no exterior, particularmente nos Estados Unidos. 
Ficou especialmente conhecida pelas suas interpretações das obras de Chopin e Schumann. Foi importante divulgadora de Villa-Lobos no exterior.

## Biografia
Nascida em São João da Boa Vista, interior de São Paulo, filha de Ana de Carvalho Meneses e de Manuel José da Cruz Novaes, Guiomar foi a décima sétima dos dezenove filhos do casal. A família logo estabeleceu-se em São Paulo.
O piano, presente em sua casa e utilizado nas aulas de suas irmãs, despertou o interesse de Guiomar, que, aos quatro anos, começou a tocá-lo de ouvido. Aos seis anos, a menina passou a tomar aulas com Eugenio Nogueira, professor paulista, e ingressou, por vontade própria, no jardim de infância. Desde os primeiros dias escolares, acompanhava, ao piano, as canções entoadas pelas colegas. 
Mais tarde, Guiomar Novaes passou a tomar aulas com Luigi Chiaffarelli, um importante mestre italiano, considerado o responsável pelo seu desenvolvimento artístico. Chiaffarelli também foi professor de inúmeros pianistas que alcançaram fama no país e no exterior. A menina Guiomar Novaes, vizinha de Monteiro Lobato, foi quem inspirou o escritor a criar a encantadora personagem Narizinho, a "menina do nariz arrebitado" do Sítio do Picapau Amarelo. 
Em 1902, com oito anos, Guiomar Novaes apresentou-se publicamente pela primeira vez como artista. Em outubro de 1909, com o auxílio do Governo do Estado de São Paulo, partiu para a Europa, para estudar em Paris.
Ao desembarcar na França, Guiomar foi convidada para visitar uma compatriota que desejava ouvi-la: era a Princesa Isabel, também pianista, que vivia próximo a Versalhes, no exílio. Foi a Princesa Isabel quem estimulou Guiomar a incluir em seu repertório a Grande Fantasia Triunfal sobre o Hino Nacional Brasileiro, composição de Louis Moreau Gottschalk. Guiomar frequentemente tocava a Grande Fantasia Triunfal nos recitais que fazia no exterior, evidenciando assim sua nacionalidade e contribuindo para o reconhecimento internacional do Brasil.
Na capital francesa, Guiomar inscreveu-se para prestar provas no Conservatório de Paris; havia 387 candidatos para duas vagas para estrangeiros. Realizou a primeira prova em 18 de novembro de 1909. Após rígida seleção, o número de candidatos baixou para trinta. A segunda prova deu-se em 25 de novembro.
A comissão julgadora era formada por músicos como Claude Debussy, Moszkowski e Fauré. Durante o primeiro exame, ela tocou Carnaval de Schumann, um estudo de Liszt-Paganini e a 3ª Balada de Chopin. No segundo exame, quebrando o protocolo dos concursos do Conservatório o juri pediu a repetição da 3ª Balada de Chopin.
| “ | Eu estava voltado para o aperfeiçoamento da raça pianística na França...; a ironia habitual do destino quis que o candidato artisticamente mais dotado fosse uma jovem brasileira de treze anos. Ela não é bela, mas tem os olhos 'ébrios da música' e aquele poder de isolar-se de tudo que a cerca - faculdade raríssima - que é a marca bem característica do artista | ” |

Após ser admitida em primeiro lugar, por unanimidade, estudou no Conservatório com o mestre húngaro Isidore Philipp, que afirmou não ter ensinado nada à aluna e sim aprendido com ela. Em julho de 1911, na prova de encerramento do curso do Conservatório de Paris, Guiomar venceu a prova, que contava com 35 concorrentes, e ganhou o Primeiro Prêmio - que compreendia a quantia de 1200 francos e um piano de cauda.
Depois de conquistar o primeiro prêmio e deixar o Conservatório de Paris, Guiomar teve diversos oferecimentos de contratos, tocando em Paris, Londres (sob a regência de Henry Wood), Genebra, Milão e Berlim. Sua estreia oficial foi uma apresentação acompanhada de uma orquestra regida por Gabriel Pierné. Em 1913, retornou ao Brasil e se apresentou no Teatro Municipal de São Paulo e no Teatro Municipal do Rio de Janeiro. 
Em 1914, com a eclosão da Primeira Guerra Mundial, Guiomar cancelou todos os compromissos na Europa e continuou apresentando-se no Brasil. Em 1915, fez sua estreia nos Estados Unidos, onde realizou fantástica temporada, tocando em Nova Iorque, Boston, Chicago, Norfolk, Newport e outras cidades norte-americanas, sendo aclamada pela crítica estadunidense, que a chama de Lady of the Singing Tone. Henry T. Finck, famoso crítico musical norte-americano, considerou-a a mais inspirada pianista.
Em janeiro de 1919, Guiomar perdeu sua mãe e companheira D. Anna, mas não deixou de encantar as plateias americanas. Em agosto de 1919, retornou ao Brasil, onde foi acolhida festivamente, recebendo o reconhecimento de seus compatriotas. Em novembro de 1919, parte Estados Unidos, iniciando a temporada 1919-1920.
Em dezembro de 1920, está no Brasil e oficializa seu noivado com o namorado, o arquiteto e compositor Octávio Pinto. Em 1921, Guiomar está nos Estados Unidos. 

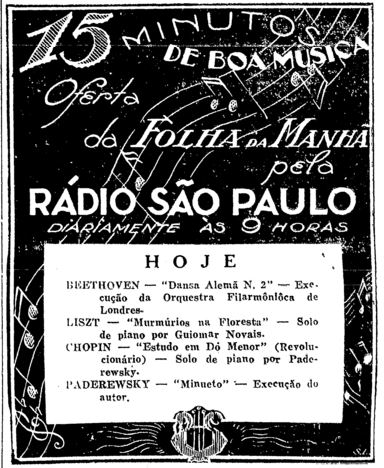
Um anúncio para a apresentação de Guiomar Novaes num programa da Rádio São Paulo.

Em 1922 Guiomar participou da Semana de Arte Moderna – evento que revolucionou as artes brasileiras, marcando a chegada do modernismo –, apesar de um pouco contristada com as paródias feitas a Chopin no 1º Festival da Semana de 22. Também em 1922, Guiomar casa-se com Octávio Pinto. O casal teve dois filhos: Anna Maria e Luís Octávio. A partir de 1922, Guiomar passou a incluir nos seus recitais as obras de Villa-Lobos, tornando-se importante divulgadora desse seu compatriota nos Estados Unidos.
A partir daí, Guiomar alternou idas aos Estados Unidos e voltas ao Brasil. Em 1938, tocou para o presidente Franklin Delano Roosevelt. A imprensa americana a reconheceu como a melhor pianista do mundo. Em 1950, morreu Octávio Pinto, seu marido e incentivador, que ficou no Brasil para cuidar de problemas cardíacos. Guiomar sentiu-se profundamente abalada, chegando a cogitar um fim de carreira, mas logo estava de volta aos palcos, fortalecendo-se com a música.
Em 1967, foi escolhida, entre vários artistas do mundo, para participar dos eventos de inauguração do Queen Elizabeth Hall (inaugurado oficialmente em março de 1967 por English Chamber Orchestra e Bemjamin Britten, regente), convidada pela rainha Isabel II do Reino Unido para um recital em 30 de abril de 1967, coroado de sucesso. Nas décadas de 1960 e 1970, Guiomar foi condecorada com diversos títulos, medalhas, insígnias e comendas, e homenagens como a Ordem Nacional do Mérito, concedida pelo governo brasileiro, além de ter sido elevada ao grau de Chevalier (Cavaleiro) da Legião de Honra de França. 1972 é o ano da sua última temporada nos Estados Unidos e no resto do mundo.

## Morte
Em janeiro de 1979, a pianista sofreu derrame cerebral e seu estado de saúde passou a inspirar cuidados. Guiomar faleceu em 7 de março de 1979, aos 85 anos, às 20:00, em São Paulo, vítima de infarto do miocárdio. Todos os grandes jornais americanos publicaram um anúncio fúnebre intitulado In Tribute to GUIOMAR NOVAES. Seu velório aconteceu na Academia Paulista de Letras. Foi enterrada no Cemitério da Consolação, em São Paulo, em 8 de março, ao som da Marcha Fúnebre, da Sinfonia Eroica, de Beethoven, executada pela Orquestra Sinfônica do Estado de São Paulo, regida pelo Maestro Eleazar de Carvalho.

## No cinema
Há dois documentários realizados sobre a pianista: Guiomar Novaes: depoimento e memória (1978) produzido por Olívio Tavares de Araújo e Infinitamente Guiomar Novaes (2005) dirigido por Norma Bengell.

## Prêmios e condecorações
| Grau                  | Ordem                             | País   | Data                    | Obs. |
| --------------------- | --------------------------------- | ------ | ----------------------- | --- |
| —                     | Ordem Nacional da Legião de Honra | França | 1939                    | — |
| Oficial               | Ordem Nacional do Mérito          | Brasil | 1956                    | Agraciada por decreto de 30 de agosto de 1955 do Presidente da República, Café Filho (1899-1970), juntamente com Heitor Villa-Lobos e Ary Barroso. Foram distinguidos aqueles artistas que deram um sentido de universalidade à música brasileira, projetando-a no exterior. |
| Oficial               | Ordem de Rio Branco               | Brasil | 19 de fevereiro de 1969 | Agraciada no Quadro Suplementar da ordem, pelo decreto n.º 51.697 de 13 de fevereiro de 1969, pelo Presidente da República, Costa e Silva. |
| Chevalier (Cavaleira) | Ordem Nacional da Legião de Honra | França | 1972                    | Elevação do título já anteriormente concedido pelo governo Francês em 1939. |

### Outros
- Cidadã Honorária do Rio de Janeiro (1962)

Uma rua que passa pela comunidade do terreirão no recreio dos bandeirantes com o nome Av Guiomar novaes